# MyAir
Compania My Way Airlines S.r.l, ce operează sub numele MyAir, este o linie aeriană low-cost înființată în Milano, Italia. Operează zboruri programate ce unesc orașe italiene, dar și zboruri internaționale către Franța, România, Bulgaria, Turcia, Maroc, Spania, Belgia și Olanda. Baza principală este Aeroportul Orio al Serio, Bergamo, de lângă Milano. Pe data de 22 iulie 2009, autoritatea națională a aviației civile a anunțat suspendarea licenței de zbor Myair începând cu data de 24 iulie 2009, ora 00:01. 

## Istorie
Compania aeriană a fost înființată în 2004 și a început zborurile pe 17 decembrie, 2004 cu trei aeronave Airbus A320-200 împrumutate de la alte companii. 

## Flotă
Flota MyAir consistă din următoarele aeronave (la 10 iulie 2008) :
| Aircraft           | Number          | Notes |
| ------------------ | --------------- | ----- |
| Airbus A320-200    | 4               |       |
| Bombardier CRJ-900 | 4 (15 on order) |       |

### Ordine de cumpărare a aeronavelor
- Pe data de 26 septembrie, 2006 MyAir a comandat 14 Bombardier CRJ-900 care costă 702 milioane de dolari.[3]

## Destinații
MyAir operează către următoarele destinații :
- Belgia
  - Bruxelles (Aeroportul Internațional Bruxelles )
- Bulgaria
  - Sofia (Aeroportul Sofia)
- Franța
  - Bordeaux (Aeroportul Bordeaux)
  - Lille (Aeroportul Lille Lesquin)
  - Marsilia (Aeroportul Marseille)
  - Paris (Aeroportul Internațional Charles de Gaulle)
  - Paris (Aeroportul Internațional Orly)
- Grecia
  - Atena (Aeroportul Internațional Eleftherios Venizelos)
- Italia
  - Bari (Aeroportul Internațional Bari)
  - Bologna (Aeroportul Guglielmo Marconi)
  - Brindisi (Aeroportul Brindisi)
  - Cagliari (Aeroportul Cagliari)
  - Catania (Aeroportul Catania-Fontanarossa)
  - Genova (Aeroportul Genova Cristoforo Colombo)
  - Milano (Aeroportul Orio al Serio)
  - Napoli (Aeroportul Internațional Napoli)
  - Palermo (Aeroportul Internațional Palermo)
  - Reggio Calabria (Aeroportul Reggio Calabria)
  - Roma (Aeroportul Internațional Leonardo Da Vinci)
  - Turin (Aeroportul Internațional Turin)
  - Veneția (Aeroportul Internațional Marco Polo)   Hub
- Maroc
  - Casablanca (Aeroportul Internațional Mohammed V)
  - Marrakech (Aeroportul Internațional Menara)
- Olanda
  - Amsterdam (Aeroportul Amsterdam Schiphol)
- România
  - București (Aeroportul Internațional Aurel Vlaicu)
  - Timișoara (Aeroportul Internațional Traian Vuia) [va începe pe data de 22 septembrie 2008]
- Spania
  - Barcelona (Aeroportul Internațional Barcelona)
  - Madrid (Aeroportul Internațional Madrid)
- Turcia
  - Istanbul (Aeroportul Internațional Sabiha Gökçen)